# 莱斯帕尔梅多克区
莱斯帕尔梅多克区（法語：arrondissement de Lesparre-Médoc）是法国新阿基坦大区吉倫特省的一个区。该区辖有49个市镇 